# Vista Energy
Vista Energy, anteriormente llamada Vista Oil & Gas, es una compañía energética dedicada a la explotación y producción de petróleo, gas y shale oil, y cuenta con más de 1.100 locaciones en desarrollo en la región argentina de Vaca Muerta. En la actualidad se posiciona como el noveno productor de gas de la región, y el segundo de shale oil después de YPF. 

## Historia
La empresa fue fundada por Miguel Galuccio, junto con Juan Garoby, Pablo Vera Pinto, y Alejandro Cherñacov, en el año 2017, quienes actualmente llevan a cabo la dirección de la compañía.
Los fundadores, que compartieron varios años de trabajo en YPF y en SLB (anteriormente Schlumberger), llevaron a Vista Energy a enfocarse en la exploración y producción de petróleo no convencional en el yacimiento Vaca Muerta en Argentina. Esta decisión fue un diferencial de la empresa desde el primer momento, y la llevo a convertirse en el segundo productor de petróleo no convencional en la zona, detrás de YPF.
La organización salió a la bolsa en México en 2017 y en la bolsa de valores estadounidense NYSE en 2019, luego de haber adquirido dos compañías con una plataforma operativa en Argentina en 2018.
En 2023 Vista creó una empresa subsidiaria llamada Aike, dedicada a proyectos forestales y de ganadería y a diseñar, administrar y ejecutar los proyectos de compensaciones de carbono de la empresa matriz Vista.